# Società Economica di Basilicata
La Società economica di Basilicata (nota anche come Real Società Economica di Basilicata) fu ente parastatale attivo dal 1812 al 1866 in Basilicata, prima come provincia del Regno di Napoli (fino al 1817) e poi del Regno delle Due Sicilie (fino al 1860) e del Regno d'Italia.

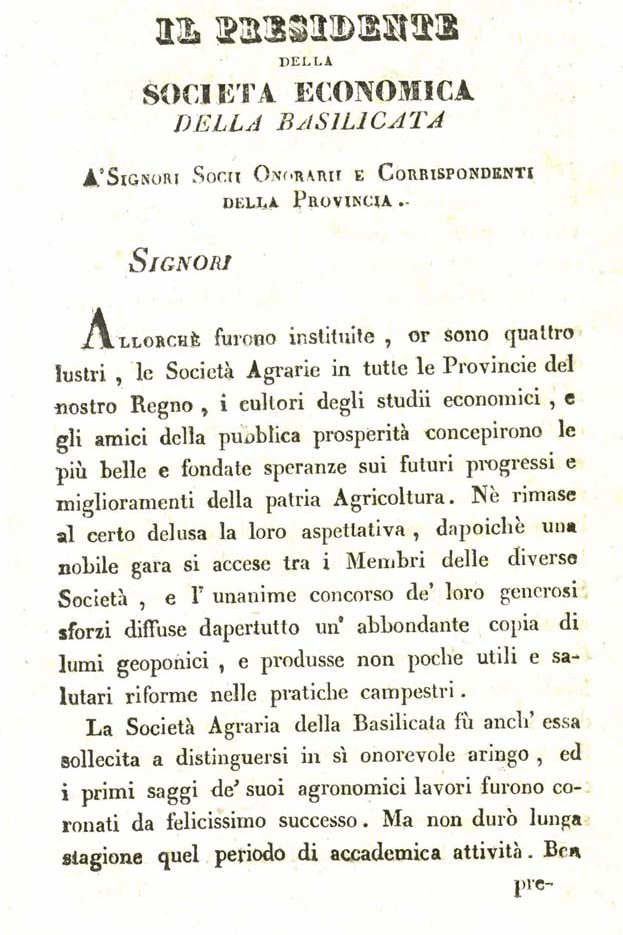
Frontespizio discorso inaugurale di una sessione.

## Storia
La Società venne fondata, insieme alle altre delle relative province, nel 1812 da Gioacchino Murat come rivisitazione della precedente Società di Agricoltura della stessa provincia.
Inizialmente la società ebbe vita più di nome che di fatto, non essendovi prove documentarie di regolari riunioni dei soci né di attività di sorta.
Dopo i fatti del 1820 l'intendente di Potenza stimolò l'attività della società di Basilicata, provincia rimasta esclusa dalle opere di bonifica intraprese nel Regno delle Due Sicilie. 

Nel 1834 la Società lottò per introdurre, in orti sperimentali, la coltivazione della bietola da zucchero in Basilicata. 

Nel 1840 fu il primo ente a progettare una bonifica dalla malaria del Metapontino. 

Nel 1844 caldeggiò l'apertura a Potenza di una manifattura per la lavorazione della lana, progetto mai venuto alla luce. 

Nel decennio che va dal 1839 al 1848 la Società promosse la pubblicazione di un periodico, il Giornale economico-letterario di Basilicata, sul quale le migliori menti lucane scrivevano di vari temi, compresa statistica e disquisizioni su come migliorare la vita economica della provincia.
Dopo l'Unità nazionale, nel 1866 la Società fu sciolta per far confluire i soci, a seconda del caso, nei neo costituiti Comizi Agrari o nella locale Camera di Commercio.